# کلام قصار
کلام قصار یا گزین گویه یا قطعهٔ تفکر (به انگلیسی: Aphorism) واژه‌ای‌ست در اصل یونانی که معنایش تعریف است. تعریف نمودن یک چیز یا یک موقعیت برای فلاسفه و دانشمندان یونان، به‌طور متداول، به معنی بیان اصل (جوهر، ذات) آن چیز یا موقعیت به زبانی فشرده و با استفاده از حداقل کلمات بوده‌است. متنی که در آن شناخت یک موضوع در ده‌ها صفحه بیان گردد، کلام قصار به حساب نمی‌آید. ایجاز خود، ذات "قطعهٔ تفکر"، یعنی تعریفٰ تعریفٰ است.
در زبان یونانی کهن واژهٔ axiom نیز وجود دارد که در معنا به "قطعهٔ تفکر" بسیار نزدیک است. تفاوت مهم و بسیار اساسی میان اکسیوم (که آن را به اصل بدیهی ترجمه کرده‌اند) و افوریسم در این است که حوزهٔ کاربرد واژهٔ اول موضوعاتی‌ست که تعیین‌پذیری، وضوح و قطعیت، خصوصیت اصلی آنهاست؛ درحالی‌که "قطعهٔ تفکر" به آن چیزی گفته می‌شود که این سه صفت تا حد زیادی در آنها غایب است. حوزهٔ کاربرد اکسیوم ریاضیات و منطق بود و افوریسم علوم تجربی. اقلیدس، ریاضیات را با اصلی به نام خودش پایه گذاشت و بقراط، یکی از اولین رساله‌های پزشکی تاریخ را به شکل مجموعه‌ای از افوریسم نوشت. بعدها، در تاریخ اروپا، "قطعهٔ تفکر" مختص به قلمرو دانشی گشت که بیش از همه می‌بایست با غیاب این سه ویژگی – تعیین پذیری، وضوح و قطعیت- درگیر باشد: دانش طبیعت انسان و امور انسانی. مارکوس آورلیوس، پاسکال، مونتنی، رشفوکو، و سپس متفکرانی مانند نیچه، کیرکگارد و امیل چوران از "قطعهٔ تفکر" برای بیان نوع اندیشه‌ای استفاده نموده‌اند که تلاش می‌کند با آگاهی کامل از این ابهام بنیادینِ امور انسانی، بیاندیشد.